# Mason Cook
Mason Cook, né le 25 juillet 2000, à Oklahoma City, est un acteur américain. Il est connu pour avoir fait des apparitions dans diverses séries télévisées connues.

## Carrière
Mason Cook commence sa carrière à 9 ans. Il joue divers figurants dans des séries TV (notamment Grey's Anatomy, Esprits criminels ou Desperate Housewives). 
En 2010, il obtient le rôle de Cyril Wilson dans Spy Kids 4: All the Time in the World son premier vrai film sur grand écran dans lequel il incarne pour la première fois un protagoniste. On le revoie en 2013 dans le film The Incredible Burt Wonderstone aux côtés de Steve Carell et Jim Carrey.

## Filmographie

### Cinéma
- 2011 : Spy Kids 4: Tout le temps du monde (Spy Kids: All the Time in the World) de Robert Rodriguez : Cyril Wilson
- 2013 : Lone Ranger, naissance d'un héros (The Lone Ranger) de Gore Verbinski : Will
- 2013 : L'Incroyable Burt Wonderstone (The Incredible Burt Wonderstone) de Don Scardino : Burt Wonderstone enfant
- 2019 : 2036 Apocalypse Earth de Kwang-Hyun Park : Ms. Jake
- 2021 : Plan B de Natalie Morales : Kyle

### Télévision

#### Séries télévisées
- 2009 : Grey's Anatomy (saison 6, épisode 9) : Casey
- 2010 : Raising Hope (saison 1, épisodes 3 & 4) : Jimmy jeune
- 2010 : Zeke et Luther (saison 2, épisode 25) : Marty
- 2010-2013 : The Middle (4 épisodes) : Corey
- 2011 : Victorious (saison 1, épisode 15) : Little Harry
- 2011 : Hot in Cleveland (saison 2, épisode 17) : Austin
- 2011 : Esprits criminels (saison 7, épisode 5) : Bobby Smith
- 2011 : Desperate Housewives (saison 8, épisode 6) : Jasper Zeller
- 2012 : The Cleveland Show (saison 3, épisode 9) : Mexican Boy
- 2013 : Monday Mornings (saison 1, épisodes 1 & 2) : Quinn McDaniels
- 2014 : New Girl (saison 3, épisodes 22) : Tommy
- 2014 : L'Heure de la peur (saison 4, épisode 2) : Bo
- 2014 : Legends (10 épisodes) : Aiden Odum
- 2014-2016 : Les Goldberg (4 épisodes) : Tyler Stansfield
- 2015 : Night Shift (saison 2, épisode 7) : Malcolm
- 2015 : Grimm (saison 5, épisode 3) : Peter
- 2016-2019 : Speechless (63 épisodes) : Ray DiMeo

#### Téléfilms
- 2012 : La Baby-sitter de Noël (Help for the Holidays) de Bradford May : Will VanCamp
- 2012 : Mockingbird Lane de Bryan Singer : Eddie Munster
- 2013 : Spy : Marcus Elliot
- 2015 : Les Enfants du péché : Secrets de famille (If There Be Thorns) de Nancy Savoca : Bart